# Дмитрівська сільська рада (Совєтський район)
Дми́трівська сільська́ ра́да — адміністративно-територіальна одиниця та орган місцевого самоврядування в Совєтському районі Автономної Республіки Крим. Адміністративний центр — село Дмитрівка.

## Загальні відомості
- Населення ради: 1 586 осіб (станом на 2001 рік)

## Населені пункти
Сільській раді були підпорядковані населені пункти:
- с. Дмитрівка
- с. Ровенка

## Склад ради
Рада складалася з 16 депутатів та голови.
- Голова ради: Чирков Віктор Васильович
- Секретар ради: Паламарчук Наталія Миколаївна

### Керівний склад попередніх скликань
| Прізвище, ім'я, по батькові | Основні відомості                                                         | Дата обрання | Дата звільнення |
| --------------------------- | ------------------------------------------------------------------------- | ------------ | --------------- |
| Чірков Віктор Васильович    | Сільський голова, 1956 року народження, член Селянської партії України    | 26.03.2006   | 31.10.2010      |
| Чирков Віктор Васильович    | Сільський голова, 1956 року народження, освіта вища, член Партії регіонів | 31.01.2010   |                 |

Примітка: таблиця складена за даними сайту Верховної Ради України

### Депутати
За результатами місцевих виборів 2010 року депутатами ради стали:

#### За суб'єктами висування
| Суб'єкт висування                 | Кількість обраних депутатів | %    |
| --------------------------------- | --------------------------- | ---- |
| Партія регіонів                   | 12                          | 75   |
| Політична партія «Руська Єдність» | 2                           | 12,5 |
| Самовисування                     | 2                           | 12,5 |

#### За округами
| № округу                          | Прізвище, ім'я, по батькові  | Дата визнання обраним | Освіта  | Партійна приналежність                  | Відомості про обраного депутата                                                |
| --------------------------------- | ---------------------------- | --------------------- | ------- | --------------------------------------- | ------------------------------------------------------------------------------ |
| Партія регіонів                   |                              |                       |         |                                         |                                                                                |
| 1                                 | Швай Наталя Сергіївна        | 09.11.2010            | вища    | член Партії регіонів                    | ООО «КАМА», робоча                                                             |
| 3                                 | Мірошник Лариса Борисівна    | 09.11.2010            | вища    | член Партії регіонів                    | Дмитрівська загальноосвітня школа, заступник директора школи з виховної роботи |
| 4                                 | Черненко Олена Анатоліївна   | 09.11.2010            | вища    | член Партії регіонів                    | Дмитрівський сільський совет, діловод                                          |
| 5                                 | Шаповалова Світлана Петрівна | 09.11.2010            | середня | член Партії регіонів                    | Дмитрівська загальноосвітня школа, завгосп                                     |
| 6                                 | Архіпова Надія Дмитрівна     | 09.11.2010            | вища    | член Партії регіонів                    | поштове відділення, завідувачка                                                |
| 8                                 | Швай Павел Франкович         | 09.11.2010            | середня | член Партії регіонів                    | ООО «Кама», експедитор                                                         |
| 9                                 | Паламарчук Наталя Миколаївна | 09.11.2010            | середня | член Партії регіонів                    | Дмитрівский сільський совет, зав ВУБ                                           |
| 10                                | Квітко Наталя Василівна      | 09.11.2010            | середня | член Партії регіонів                    | Дмитрівська загальноосвітня школа, прибиральниця                               |
| 11                                | Кудрик Сергій Зенонович      | 09.11.2010            | середня | член Партії регіонів                    | ООО «Вест», охоронець                                                          |
| 12                                | Кувака Анатолій Петрович     | 09.11.2010            | вища    | член Партії регіонів                    | Дмитрівська загальноосвітня школа, директор                                    |
| 13                                | Єфімова Ольга Миколаївна     | 09.11.2010            | вища    | член Партії регіонів                    | тимчасово не працює                                                            |
| 14                                | Швай Володимир Болеславович  | 09.11.2010            | середня | член Партії регіонів                    | ПСП «Крим», тракторист                                                         |
| Політична партія «Руська Єдність» |                              |                       |         |                                         |                                                                                |
| 2                                 | Бірюкова Ірина Володимирівна | 09.11.2010            | вища    | член Політичної партії «Руська Єдність» | Дмитрівська загальноосвітня школа, вчитель                                     |
| 7                                 | Папіш Ірина Віталіївна       | 09.11.2010            | середня | член Політичної партії «Руська Єдність» | тимчасово не працює                                                            |
| Самовисування                     |                              |                       |         |                                         |                                                                                |
| 15                                | Хадиров Сейіф Аметович       | 09.11.2010            | вища    | позапартійний                           | тимчасово не працює                                                            |
| 16                                | Чалбаш Алі Усеїнович         | 09.11.2010            | вища    | позапартійний                           | тимчасово не працює                                                            |